# Neosisyphus baoule
Neosisyphus baoule är en skalbaggsart som beskrevs av Yves Cambefort 1984. Neosisyphus baoule ingår i släktet Neosisyphus och familjen bladhorningar. Inga underarter finns listade i Catalogue of Life.